# Breedbladige sponszwam
De breedbladige sponszwam (Sparassis spathulata) is een eetbare paddenstoel uit de familie van de Sparassidaceae, behorend tot de orde van Polyporales. De grote witgele paddenstoel lijkt op een spons.

## Kenmerken

### Uiterlijke kenmerken
De grote sponszwam (Sparassis crispa) lijkt op de breedbladige sponszwam en komt voor op de stam en wortels van naaldbomen.
De paddenstoelen zijn 15 à 30 cm breed, 15 à 25 cm hoog. Ze hebben een bloemkoolachtige structuur met veel, gelobde vertakkingen. De blad- tot waaiervormige lobben staan wijd uiteen en hebben vaak aan beide zijden donkere banden. Het witachtige vlees is iets taai. 
De sporenprint is wit.

### Microscopische kenmerken
De sporen zijn ovaal, glad en meten 6 - 7 × 4,5 - 5,5 micrometer.

## Ecologie
De breedbladige sponszwam komt voor op de stammen en stronken van eiken. Buitend Nederland is de soort ook bekend zilverspar (Abies) en zeldzamer bij andere soorten bomen.

## Verspreiding
In Nederland is de breedbladige sponszwam uiterst zeldzaam. Op de Rode Lijst Paddenstoelen staat deze als gevoelig.